# Eumecia anchietae
Eumecia anchietae — вид сцинкоподібних ящірок родини сцинкових (Scincidae). Мешкає в Африці на південь від Сахари. Вид названий на честь португальського натураліста і дослідника Африки Жозе Алберту де Олівейри Аншіети.

## Опис
Сцинк Eumecia anchietae має субцилідричну форму тіла, кінцівки у нього сильно редуковані. Передні лапи маленькі, на кожній по два пальці, задні лапи вдвічі більші (хоча все ще дуже малі), на кожній по три пальці.

## Підвиди
Виділяють три підвиди:
- Eumecia anchietae anchietae Bocage, 1870;
- Eumecia anchietae major Laurent, 1964;
- Eumecia anchietae wittei Laurent, 1964.

## Поширення і екологія
Eumecia anchietae мешкають в Анголі, на півдні Демократичної Республіки Конго та в Замбії, а також на південному заході Кенії (зокрема на горі Елгон і в заповіднику Масаї-Мара) та на півночі Танзанії, можливо, також в Уганді, Руанді і Бурунді. Вони живуть у високотравних саванах, на високогірних луках та на трав'янистих галявинах тропічних лісів. Зустрічаються на висоті від 1000 до 2000 м над рівнем моря. Ведуть денний, наземний спосіб життя. Живородні.